# Чебурушка
Чебурушка — река в Кемеровской области России, течёт по территории Промышленновского и Гурьевского районов.
Длина реки составляет 12 км.
Устье реки находится на высоте 307 м над уровнем моря в 24 км по левому берегу реки Чебура.

## Данные водного реестра
По данным государственного водного реестра России относится к Верхнеобскому бассейновому округу, водохозяйственный участок реки — Иня, речной подбассейн реки — бассейны притоков (Верхней) Оби до впадения Томи. Речной бассейн реки — (Верхняя) Обь до впадения Иртыша.
Код водного объекта в государственном водном реестре — 13010200612115200005783.